# جوليا نيكولاي
جوليا نيكولاي (بالإيطالية: Giulia Niccolai) (21 ديسمبر 1934 - 22 يونيو 2021) هي مصورة، وشاعرة، وروائية، ومترجمة إيطالية.

## السيرة الذاتية
ولدت نيكولاي في ميلانو بإيطاليا لأب إيطالي وأم أمريكية، ونشأت في كل من إيطاليا والولايات المتحدة، خلال الخمسينيات من القرن الماضي، بدأت العمل كمصورة صحفية في العديد من المطبوعات الإيطالية والأوروبية والأمريكية، في أواخر الستينيات تركت التصوير الاحترافي للتركيز على الكتابة، نشرت أول كتاب لها في الشعر باللغة الإنجليزية عام 1969، وفي عام 1970 أسست مع أدريانو سباتولا مجلة الشعر تام تام .